# Jamie’s School Dinners
Jamie’s School Dinners war eine vierteilige Dokumentarreihe, die im Februar 2005 in Großbritannien von Channel 4 übertragen wurde. In Deutschland wurde die Reihe von RTL II ausgestrahlt.

## Konzept
In der Serie versuchte der Koch Jamie Oliver, die Qualität und den Nährwert des Schulessens an der Kidbrooke Gesamtschule in Greenwich, einer typischen britischen Schule, zu verbessern. Daraus resultierte die ausgedehnte Kampagne „Feed Me Better“.

## Handlung

### Folge 1
Jamie Oliver begibt sich in die „Kidbrooke Gesamtschule“ in London und unterhält sich mit Nora Sands, die dort die Verantwortliche für die Schulküche ist. Anfangs von ihren Möglichkeiten gehemmt, wird sie mit der Zeit zu Olivers Unterstützerin. Die Herausforderung ist, mit einem Tagesbudget von 37 Pence pro Kind ein Schulessen zu zaubern und dann auch die Kinder zu überzeugen, die an Junk Food, wie frittierte Fleischprodukte und Pommes frites gewöhnt sind. Sie auf Gemüse, frisches Obst oder nahrhaftes Essen auf Vollkornbasis umzustellen, ist nicht einfach. Es stellen sich ihm große Widerstände bei seiner „Mission: Leckeres Schulessen“ in den Weg.

### Folge 2
Nach einem katastrophalen Start in Kidbrooke, mit Schülern, die sich weigerten zu essen, und Dinner-Damen wegen Überarbeitung mit Kündigung drohten, organisiert Oliver ein „Boot Camp“ für die Dinner-Damen in der Catering-Abteilung der britischen Armee, um zu demonstrieren, wie man große Mengen an Lebensmitteln schnell und effizient kocht.

### Folge 3
Oliver besucht eine Grundschule in Peterlee, da die englische Grafschaft Durham Statistisch gesehen die höchste Rate an Gesundheitsproblemen unter Schulkindern im Land hat. Er erkennt, dass ein Teil des Problems an den Ernährungsgewohnheiten im Elternhaus liegt. Deshalb besucht Oliver die Familie eines kleinen Jungen und überzeugte sie, eine Woche lang ein gesünderes hausgemachtes Menü zu probieren.

### Folge 4
Als Oliver nach Greenwich zurückkehrt, sieht er sich einem Schülerboykott seiner neuen Speisekarte gegenüber. Er stellt sich darauf ein und rekrutiert Kinder für die Arbeit in der Küche. So kann er ihnen demonstrieren, was in Chicken Nuggets steckt, und bringt ihnen bei, die Gemüsearten zu unterscheiden. Am Ende erhält Oliver zunehmend öffentliche Unterstützung und appelliert an Regierungsmitglieder, um sich für mehr Mittel für Zutaten und Personallöhne in Schulkantinen einzusetzen.

## Episodenliste
| Nr. | Deutscher Titel | Originaltitel | Erstausstrahlung Vereinigtes Königreich | Deutschsprachige Erstausstrahlung (D/A/CH) |
| --- | --------------- | ------------- | --------------------------------------- | ------------------------------------------ |
| 1   | Folge 1         | Episode 1     | 1. Feb. 2005                            | 29. Nov. 2005                              |
| 2   | Folge 2         | Episode 2     | 8. Feb. 2005                            | 6. Dez. 2005                               |
| 3   | Folge 3         | Episode 3     | 15. Feb. 2005                           | 13. Dez. 2005                              |
| 4   | Folge 4         | Episode 4     | 22. Feb. 2005                           | 20. Dez. 2005                              |

## Kritik
Politiker David Laws sagte, die Regierung habe sich zu schnell auf die Gesetzgebung gestürzt und sei nicht in der Lage, ihre Zielvorgabe der Teilnahme zu erfüllen. Weitere „Kritiker sagen, ein Grund für den Rückgang der Lebensmittelqualität und -auswahl sei das Versäumnis des Bildungsministeriums, die Zahlungen für Schulessen zu erhöhen, einschließlich kostenloser Schulmahlzeiten für Kleinkinder, die allen Kindern in den ersten Jahren der Grundschule zur Verfügung stehen. Die Regierung zahlt nur 2,34 £ für das Essen jedes Kindes pro Tag, ein Satz, der sich seit 2011 kaum verändert hat.“
Der Spiegel schrieb: „Vom Rummel um das Schulessen verunsichert, geben viele Eltern ihren Kindern nun lieber Lunchpakete mit, die aber oft Schokolade und Chipstüten enthalten. Viel eher rät Jamie Oliver Eltern, sich in der Schulküche umzusehen und Fragen zu stellen. Bislang, vermutet er, fänden sie solches Verhalten wohl eher unschicklich. ‚Viele fürchten vielleicht, typisch englisch, dabei wie Klugscheißer auszusehen‘, sagte er der Times.“

## Ausstrahlung in Deutschland
Ab dem 29. November 2005 strahlte RTL II die vier Episoden um 21:15 Uhr aus. Die erste Folge, nachdem zuvor in der Primetime Die Kochprofis lief, sahen insgesamt 1,57 Millionen Zuschauer bei einem Marktanteil von 5,0 Prozent. In der werberelevanten Zielgruppe lag der Marktanteil bei 9,7 Prozent.

## Resultate der Sendung
Mehr als 270.000 Menschen unterschrieben eine Online-Petition auf der „Feed Me Better“-Website, die am 30. März 2005 zur 10 Downing Street gebracht wurde. Die britische Regierung und der damalige Premierminister Tony Blair versprachen daraufhin, das Essen an den Schulen zu verbessern. Die „Turkey Twizzlers“ (bestehend aus Separatorenfleisch) wurden aus der englischen Schulküche verbannt und im Zuge der Kampagne versprach die Labour-Regierung zusätzliche 280 Mio. Pfund für die Schulspeisung zur Verfügung zu stellen.
Bereits ein Jahr nach der Ausstrahlung zeigten sich an einigen Schulen Verbesserungen. Dort wurde das Budget pro Mahlzeit verdoppelt und von der Gemeinde getragen. So konnten sich die Ausstatter gesunderes Essen mit mehr Gemüse leisten. Allerdings gab es auch Schulen, die nichts veränderten oder nur minimale Budgeterhöhungen vornahmen.